# Thomas Christiansen (fodboldspiller, født 2001)
Thomas Albert Christiansen (født 19. april 2001) er en dansk fodboldspiller, der spiller for Vendsyssel FF. 

## Klubkarriere
Christiansen spillede i Hjørring IF, inden han som U/14-spiller / 13-årig skiftede til AaB.

### AaB
Han blev i juli 2020 indlemmet i AaB's førsteholdstrup.
Han fik sin debut i Superligaen under mesterskabsslutspillet, der var afslutningen på 2019-20-sæsonen, den 26. juli 2020, da han blev skiftet ind i det 85. minut som erstatning for Patrick Olsen i en 1-2-sejr ude over FC Midtjylland. I efteråret 2020 spillede han en enkelt kamp i en 1-0-sejr hjemme over AC Horsens, hvor han blev skiftet ind i slutningen af kampen.

### Vendsyssel FF
Den 25. januar 2021 blev det offentliggjort, at han skiftede hjem til Vendsyssel FF, hvor han skrev under på en aftale gældende frem til 30. juni 2024. Begrundelsen for skiftet var, at der var for hård konkurrence i det centrale forsvar, og at vejen til spilletid derfor var for lang.